# Ted Budd
Theodore Paul Budd (Winston-Salem, 21 de octubre de 1971) es un empresario y político estadounidense, senador de los Estados Unidos por Carolina del Norte desde enero de 2023, anteriormente ejerció como miembro de la Cámara de Representantes de los Estados Unidos para el 13.º distrito congresional de Carolina del Norte desde 2017. Miembro del Partido Republicano, su distrito cubre la parte centro-norte del estado. El 28 de abril de 2021, Budd anunció su candidatura para las elecciones al Senado de los Estados Unidos de 2022 en Carolina del Norte para reemplazar al senador republicano Richard Burr.